# Сюржу-Лопіталь
Сюржу-Лопіталь (фр. Surjoux-Lhopital) — муніципалітет у Франції, у регіоні Овернь-Рона-Альпи, департамент Ен. Сюржу-Лопіталь утворено 1 січня 2019 року шляхом злиття муніципалітетів Сюржу i Лопіталь. Адміністративним центром муніципалітету є Лопіталь. Населення — 141 особа (01.01.2021).